# Ammothella rugulosa
Ammothella rugulosa is een zeespin uit de familie Ammotheidae. De soort behoort tot het geslacht Ammothella. Ammothella rugulosa werd in 1900 voor het eerst wetenschappelijk beschreven door Verrill. 